# Scuderia Achille Varzi
La Scuderia Achille Varzi è stata una squadra motoristica argentino di Formula 1 e Formula 2, che ha partecipato alle gare della stagione 1949 e1950.

## Storia
La scuderia è sorta per iniziativa dell'Automóvil Club Argentino, per incentivare i piloti locali a gareggare nelle competizioni automobilistiche internazionali. Aveva la sua base in Italia e ha gareggiato con monoposto della Maserati.
Fu intitolata in memoria del pilota italiano Achille Varzi, morto nel 1948 prima della nascita della squadra, che aveva collaborato affinché Juan Manuel Fangio desse i suoi primi passi nell'automobilismo internazionale. Il meccanico personale di Achille Varzi, Amedeo Bignami, ha collaborato nelle monoposto dell'equipaggio.
Le Maserati e le Gordini della scuderia avevano la carrozzeria gialla e blu.
Nella sua prima gara, al Gran Premio di Monaco 1950, la squadra presentò gli argentini José Froilán González e Alfredo Pián, a bordo di Maserati 4CLT/48, con un motore 4CLT L4 1.5. Al Gran Premio di Svizzera 1950, l'italiano Nello Pagani e il locale Toni Branca furono i piloti, finendo nelle posizioni 7 e 11, rispettivamente. Per ultimo, González tornò a correre nel GP di Francia.
Oltre a queste tre gare, la Scuderia Achille Varzi ha partecipato nei Grandi Premi di Modena, Pau, Sanremo, Albi, Paesi Bassi e delle Nazioni (Ginevra), includendo Juan Manuel Fangio tra i suoi piloti.

## Risultati

### Formula 1
| Anno | Vettura          | Motore             | Gomme | Piloti                |  |     |  |     |  |     |  |  |  |  |  |  |  |  |  |  |  |  |  |  |  |  |  |  | Punti | Pos. |
| ---- | ---------------- | ------------------ | ----- | --------------------- |  | --- |  | --- |  | --- |  |  |  |  |  |  |  |  |  |  |  |  |  |  |  |  |  |  | ----- | ---- |
| 1950 | Maserati 4CLT/48 | Maserati 4CLT I4 s | P     | José Froilán González |  | Rit |  | DNP |  | Rit |  |  |  |  |  |  |  |  |  |  |  |  |  |  |  |  |  |  | -     | -    |
| 1950 | Maserati 4CLT/48 | Maserati 4CLT I4 s | P     | Alfredo Pián          |  | DNS |  |     |  |     |  |  |  |  |  |  |  |  |  |  |  |  |  |  |  |  |  |  | -     | -    |
| 1950 | Maserati 4CLT/48 | Maserati 4CLT I4 s | P     | Nello Pagani          |  |     |  | 7   |  |     |  |  |  |  |  |  |  |  |  |  |  |  |  |  |  |  |  |  | -     | -    |
| 1950 | Maserati 4CLT/48 | Maserati 4CLT I4 s | P     | Toni Branca           |  |     |  | 11  |  |     |  |  |  |  |  |  |  |  |  |  |  |  |  |  |  |  |  |  | -     | -    |
| 1950 | Maserati 4CLT/48 | Maserati 4CLT I4 s | P     | Franco Comotti        |  |     |  |     |  | DNP |  |  |  |  |  |  |  |  |  |  |  |  |  |  |  |  |  |  | -     | -    |